# Святого Иоанна Богослова сказание об успении Святой Богородицы
Свято́го Иоа́нна Богосло́ва сказа́ние об успе́нии Свято́й Богоро́дицы  (ср.-греч. Τοῦ Ἁγίου Ἰωάννου τοῦ Θεολόγου Λόγος εἰς τὴν Κοίμησιν τῆς Ἁγίας Θεοτόκου; лат. Johannis Liber de Dormitione Mariae) — апокрифическое сочинение, написанное в конце V или в начале VI века. Сочинение написано от имени Иоанна Богослова; автор присвоил себе имя апостола Иоанна. Сочинение написано достаточно поздно, об этом указывают наименования Марии, такие как «Приснодева» или «Богородица». Эти имена стали широко употребляться только в V веке, в период создания культа Марии. Название «Приснодева» начало входить в употребление с конца IV века, благодаря сочинениям Епифания и Августина. Название «Богородица» стало широко употребляемым после Эфесского собора 431 года.
Вплоть до V века Отцы Церкви не упоминают о празднике Успения Богородицы, в конце VI века император Маврикий установил праздновать Успение 15 августа. Епифаний Кипрский, по происхождению еврей, уроженец Финикии, принявший христианство в зрелом возрасте и проживший уже будучи монахом более 20 лет в Палестине с 335—340 по 362 год, пишет в «Панарионе», написанном в 378 году, о том, что об обстоятельствах смерти Марии ничего никому неизвестно: неизвестно ни место её смерти, ни того — своей ли собственной смертью она умерла или была убита. Надо отметить, что Епифаний Кипрский занимался поиском различных христианских исторических сочинений при написании своих книг, а также был знаком и общался лично практически со всеми предстоятелями поместных христианских церквей.
Начиная с V века начинает развиваться культ поклонения Деве Марии, а для этой цели авторы пишут различные произведения собственного сочинения, описывающие смерть (успение) Девы Марии. Эти произведения авторы не подписывают собственными именами, а вместо них подписывают в заголовках как авторов имена древних и уважаемых святых отцов, живших в I — II веке, таких как Иоанн Богослов, Дионисий Ареопагит, Мелитон Сардийский.
Проведя исследование текста, Симон Клод Мимуни (фр. Simon Claude Mimouni) пришёл к выводу —  сочинение создано в период между концом V началом VI века.

## Сюжет и композиция сочинения
Повествование ведётся от первого лица, от имени Иоанна Богослова. Этот выбор не является случайным. Согласно Евангелию: «Иисус, увидев Матерь и ученика тут стоящего, которого любил, говорит Матери Своей: Жено! се, сын Твой. Потом говорит ученику: се, Матерь твоя! И с этого времени ученик сей взял Ее к себе» (Иоан. 19:26). В сочинении рассказывается о том, что Богородица каждый день ходит ко гробу Иисуса Христа с кадильницей,   воскуривает фимиам и молится перед ним. Мария Дева имеет трёх служанок-дев, которым она приказывает. Во время одной из молитв к Богородице является архангел Гавриил и сообщает Марии о том, что ей пора оставить мир и войти на небеса к Сыну. После явления архангела, Мария отправляется в Вифлеем и там снова молится, во время молитвы к ней прибыл Иоанн Богослов, который был чудесным образом перенесён из Эфеса на облаке в Вифлеем. Мария и Иоанн снова молятся, уже вместе. После этого в Вифлеем на облаках прилетают Петр из Рима, Павел из Тивериады, Фома из внутренней Индии, Иаков из Иерусалима, Марк из Александрии; вместе с ними прилетают на облаках и умершие апостолы, но воскрешённые Святым Духом ради того чтобы присутствовать при Успении Богородицы, Андрей, Филипп, Лука, Симон Кананит, Фаддей. Названия мест, из которых прилетали апостолы, говорят о том, что ко времени создания апокрифа «Сказание об успении», его автору были  известны основные апокрифические «Деяния» отдельных апостолов. Апостолы по очереди рассказывают о том, как они оказались в Вифлееме. Мария лежит на одре, а все апостолы находятся вокруг одра и молятся. Во время молитвы гремит гром с неба и возникает страшный шум как бы от колесниц, является великое воинство ангелов, сил, являются серафимы, раздается голос Сына Человеческого; все люди, находящиеся в Вифлееме, видят чудеса, эти люди приходят в Иерусалим и рассказывают об этих чудесах. Во время шума, являются солнце и луна около дома, где лежит Богородица. Происходят чудеса — люди, больные разным болезнями, прикасаясь к стене дома, получают исцеление и славят Христа и Богородицу. Иудейские священники готовят нападение на Вифлеем, но на расстоянии мили от города их ноги стали неподвижными. Затем они жалуются игемону и требуют выгнать Марию из города; игемон вначале отказывается это сделать, а затем посылает тысяченачальника с войнами. Апостолы, предупреждённые Святым Духом, уносят одр с Марией в Иерусалим до прихода тысяченачальника. В Иерусалиме иудеи стремятся сжечь дом, где находятся апостолы и Мария. Огонь исходит изнутри дома силою ангела и сжигает иудеев, апостолы остаются в доме невредимы. В воскресение является Христос к Марии, беседует с ней, а затем забирает её душу на Небо. После этого апостолы берут тело Богородицы из дома на горе Сион и несут его с псалмопением в Гефсиманию через долину Иосафатову. Во время переноса тела Марии знатный еврей Иефания устремился сбросить тело с носилок, ангел Господень невидимо огненным мечом отсек у него обе руки, начиная с плеч, и оставил их висящими в воздухе на гробе. Иефания приносит покаяние, руки отрываются от одра и прирастают к телу Иефании. Апостолы погребают тело Марии в Гефсимании в новом гробе. При этом распространяется благоухание, и три дня слышны были голоса невидимых ангелов, славящих Бога. Затем пение ангелов прекратилось; и отсюда, как пишет автор, стало ясно, что тело Марии было перенесено в рай. В конце сочинения автор хвалит Бога за увиденное им Успение Марии.

## Влияние сочинения
На основе греческого сочинения «Святого Иоанна Богослова сказание об успении Святой Богородицы», было переведено на латинский язык и на основе его было создано несколько различных других апокрифических латинских сказаний о Успении Богородицы под названием «Переход Марии» («лат. Transitus Mariae»). Одно из латинских сказаний дополнено новыми подробностями, которых нет в греческом тексте. В латинском тексте подобно евангельскому рассказу о пустом гробе Христа  рассказывается о том, что апостол Фома опоздал к погребению Марии и требует отрыть её гроб; когда открывают его апостолы, то обнаруживают, что он пуст. Таким образом латинские авторы подчеркивали связь Богородицы с Иисусом Христом. Кроме того, латинский текст рассказывает о том, что Фома по дороге в Иерусалим увидел телесное Вознесение Марии на небо. 
Благодаря апокрифу праздник Успения Богородицы был установлен как всеобщий в конце VI века византийским императором Маврикием. Несмотря на соборный строжайший запрет чтения апокрифов (например, в 60 правиле святых апостолов), рассказы из греческого апокрифа о Успении в пересказанном виде Иоанном Дамаскиным и Космой Маюмским вошли в богослужебные тексты Православной церкви. Апокриф «Святого Иоанна Богослова сказание об успении Святой Богородицы» является главным источником описания событий праздника Успение для православных. 
В отличие от греческого апокрифа, латинские апокрифы об Успении включают рассказ о Вознесении Марии. Благодаря этому рассказу из апокрифа в латинской церкви, которая впоследствии стала Католической, был установлен праздник Вознесение Девы Марии. Этого праздника не было в греческой церкви, которая впоследствии стала Православной церковью. Ещё одним из добавлений в греческий апокриф латинскими авторами стало событие —  рассказ о том, что на третий день после погребения Богородица явилась апостолу Фоме и бросила ему в утешение Свой пояс с Неба.

## Рукописи и издания
Апокриф «Святого Иоанна Богослова сказание об успении Святой Богородицы» — наиболее распространенный среди греческих апокрифов о Успении, сохранилось около 100 рукописей. Впервые сочинение на основе двух рукописей: Monacensis gr. 66  и  146 издал Франсуа Ксавье Эмабль Бергер (François Xavier Aimable Berger) в 5 томе сборника «Beyträge zur Geschichte und Literatur, vorzüglich aus den Schätzen der Königl» в 1805 году в Мюнхене. Константин Тишендорф в Лейпциге в 1866 году в сборнике «Apocalypses apocryphae. Mosis, Esdrae, Pauli, Ioannis item Mariae Dormitio.» издал сочинение, используя 5 рукописей: Parisinus  gr.  1173,  Marcianus  gr.  II.  42,  Monacensis  gr.  276,  Ambrosianus  gr.  A  60  и  C 921. На русский язык сочинение переведено и издано в 1873 году, в апрельском номере журнала «Православное обозрение». Автор перевода — священник И. Смирнов.

### Рукописи
- Grec 1215.  —(114 v°)S. Joannis evangelistæ narratio de dormitione beatæ Mariæ. Дата: 1080 год. Национальная библиотека Франции
- Grec 1586. —(170)S. Joannis evangelistæ narratio de dormitione bealæ Mariæ. Дата: 1101 - 1200 годы. Национальная библиотека Франции

### Издания
- Beyträge zur Geschichte und Literatur, vorzüglich aus den Schätzen der Königl. Hof- und Centralbibliothek zu München ; 5. 1805. p. 629-663
- Тischеndоrf С. Apocalypses apocryphae. Mosis, Esdrae, Pauli, Ioannis item Mariae Dormitio. Lipsiae, 1866, p. 95–112